# FK Podgorica
Der Fudbalski klub Podgorica ist ein montenegrinischer Fußballverein aus Podgorica.

## Geschichte
Der Verein wurde 1970 gegründet. Der Verein wurde Ende der 1970er-Jahre aufgelöst, bis dahin spielte die Mannschaft unterklassig. 2014 wurde der Verein wieder reaktiviert. 2019 stieg die Mannschaft erstmals in die Prva Crnogorska Liga auf und zwei Jahre später qualifizierte man sich zum ersten Mal für einen europäischen Wettbewerb. Dort traf der Verein in der 1. Qualifikationsrunde der UEFA Europa Conference League auf KF Laçi aus Albanien und scheiterte erst in der Verlängerung des Rückspiels.

## Erfolge
- Montenegrinischer Zweitliga-Meister: 2019

## Europapokalbilanz
| Saison  | Wettbewerb                    | Runde                  | Gegner  | Gesamt | Hin     | Rück          |
| ------- | ----------------------------- | ---------------------- | ------- | ------ | ------- | ------------- |
| 2021/22 | UEFA Europa Conference League | 1. Qualifikationsrunde | KF Laçi | 1:3    | 1:0 (H) | 0:3 n. V. (A) |

Gesamtbilanz: 2 Spiele, 1 Sieg, 1 Niederlage, 1:3 Tore (Tordifferenz −2)